# (33511) Austinwang
1999 GW32 (asteroide 33511) é um asteroide da cintura principal. Possui uma excentricidade de 0.06792440 e uma inclinação de 7.21891º.
Este asteroide foi descoberto no dia 12 de abril de 1999 por LINEAR em Socorro.